# Theodosius Harnack
Theodosius Harnack (San Pietroburgo, 3 gennaio 1817 – Tartu, 23 settembre 1889) è stato un teologo tedesco.

## Biografia
Iniziò la sua carriera come Privatdozent di storia della chiesa e di omiletica presso l'Università di Tartu nel 1843, e nel 1847 fu nominato predicatore universitario. Dal 1848 ottenne una cattedra come professore di teologia pratica e sistematica. Tra il 1853 e il 1866 Harnack fu professore presso l'Università Frederick Alexander a Erlangen, Baviera, Confederazione tedesca (ora Germania).
Harnack fu un luterano e uno scrittore prolifico sui temi teologici; il suo principale campo di lavoro fu la teologia pratica.
I suoi due figli erano il teologo tedesco Adolf von Harnack (1851-1930) e il matematico Carl Gustav Axel Harnack (1851-1888). I suoi altri due figli erano dei ricercatori di successo, Erich Harnack (1853-1914) e Otto Harnack (1857-1914), padre di Arvid Harnack e Falk Harnack.

## Opere
- Der christliche Gemeindegottesdienst im apostolischen und altkatholischen Zeitaltern (Erlangen, 1854)
- Tabellarische Uebersicht der Geschichte der Liturgie der christlichen Hauptgottesdienstes (Erlangen, 1858)
- Die lutherische Kirche Livlands und die herrnhutische Brüdergemeinde (Erlangen, 1860)
- Luthers Theologie: mit besonderer Beziehung auf seine Versöhnungs- und Erlösungslehre (2 vols., Erlangen, 1862, 1886)
- Praktische Theologie (4 vols., Erlangen, 1877-8)
- Ueber den Kanon und die Inspiration der Heiligen Schrift: ein Wort zum Frieden (Erlangen, 1885)